# Сан-Габриель (муниципалитет)
Сан-Габриель (исп. San Gabriel) — муниципалитет в Мексике, в штате Халиско, с административным центром в одноимённом городе. Численность населения, по данным переписи 2020 года, составила 16 548 человек.

## Общие сведения
Название San Gabriel дано в честь Архангела Гавриила.
Площадь муниципалитета равна 746,1 км², что составляет 0,9 % от общей площади штата, а наиболее высоко расположенное поселение Пуэрто-эль-Флорипондио находится на высоте 2395 метров.
Сан-Габриель граничит с другими муниципалитетами штата Халиско: на севере с Тапальпой и Саюлой, на востоке с Сапотлан-эль-Гранде, на юге с Туспаном, Сапотитлан-де-Вадильо и Толиманом, на западе с Тускакуэско и Тонаей.

## Учреждение и состав
Муниципалитет был образован 30 сентября 1845 года, по данным 2020 года в его состав входит 63 населённых пункта, самые крупные из которых:
| Код INEGI                  | Населённый пункт                                                                          | Численность населения (2005 год) | Численность населения (2010 год) | Численность населения (2020 год) |
| -------------------------- | ----------------------------------------------------------------------------------------- | -------------------------------- | -------------------------------- | -------------------------------- |
| 113                        | Всего                                                                                     | 13378                            | 15310                            | 16548                            |
| 0001                       | Сан-Габриель (исп. San Gabriel) 19°44′52″ с. ш. 103°45′59″ з. д. (административный центр) | 4190                             | 4606                             | 5109                             |
| 0030                       | Хикильпан (исп. Jiquilpan) 19°46′48″ с. ш. 103°46′39″ з. д.                               | 1656                             | 1789                             | 1715                             |
| 0141                       | Лас-Примаверас (исп. Las Primaveras) 19°42′07″ с. ш. 103°50′26″ з. д.                     | —                                | 1023                             | 1397                             |
| 0029                       | Эль-Хасмин (исп. El Jazmín) 19°39′11″ с. ш. 103°42′33″ з. д.                              | 1023                             | 1061                             | 1176                             |
| 0004                       | Алиста (исп. Alista) 19°38′03″ с. ш. 103°47′20″ з. д.                                     | 971                              | 1108                             | 1065                             |
| 0051                       | Сан-Антонио (исп. San Antonio) 19°47′42″ с. ш. 103°53′15″ з. д.                           | 666                              | 669                              | 836                              |
| 0006                       | Апанго (исп. Apango) 19°46′49″ с. ш. 103°42′28″ з. д.                                     | 601                              | 683                              | 754                              |
| —                          | Прочие                                                                                    | 4271                             | 4371                             | 4496                             |
| Названия на карте Генштаба |                                                                                           |                                  |                                  |                                  |

## Природные ресурсы
Муниципалитет располагает следующими ресурсами:
- 16 202 гектар леса, преимущественно состоящие таких видов деревьев как: сосна, дуб, пало-дульсе[исп.], акация и каркас;
- минеральные — месторождения соли, песка и глины.

## Экономическая деятельность
По статистическим данным 2000 года, работоспособное население занято по секторам экономики в следующих пропорциях:
- сельское хозяйство, животноводство и рыбная ловля — 49 %;
- промышленность и строительство — 19,5 %;
- торговля, сферы услуг и туризма — 30 %;
- безработные — 1,5 %.

## Инфраструктура
По статистическим данным 2020 года, инфраструктура развита следующим образом:
- электрификация: 99,5 %;
- водоснабжение: 79,5 %;
- водоотведение: 98,1 %.